# Holotrichia serricollis
Holotrichia serricollis är en skalbaggsart som beskrevs av Victor Ivanovitsch Motschulsky 1853. Holotrichia serricollis ingår i släktet Holotrichia och familjen Melolonthidae. Inga underarter finns listade i Catalogue of Life.